# Vicente Álvarez Núñez
Vicente Álvarez Núñez (Orense, España, 30 de abril de 1960) es un exfutbolista español que se desempeñaba como centrocampista.
Es el sexto jugador que más partidos oficiales ha jugado con el Real Club Celta de Vigo (noviembre de 2022).

## Clubes
| Club                  | País   | Año       |
| --------------------- | ------ | --------- |
| R. C. Celta de Vigo   | España | 1980-1981 |
| Racing Club de Ferrol | España | 1982-1983 |
| R. C. Celta de Vigo   | España | 1983-1996 |

## Palmarés
- Campeón de Segunda División de España - 1991/1992
- Subcampeón de la Copa del Rey con el Real Celta en la temporada 1993/94